# Scottish Premier Division 1983-1984
La Scottish Premier Division 1983-1984 è stata l'87ª edizione della massima serie del campionato scozzese di calcio, disputato tra il 20 agosto 1983 e il 12 maggio 1984 e concluso con la vittoria dell'Aberdeen, al suo terzo titolo.
Capocannoniere del torneo è stato Brian McClair (Celtic) con 23 reti.

## Stagione

### Novità
Sulla base del ranking UEFA 1983, la Scozia ottenne un 3º posto disponibile per l'accesso in Coppa UEFA.

### Formula
Le 10 squadre si affrontarono in match di andata-ritorno-andata-ritorno, per un totale di 36 giornate.

### Avvenimenti
Il campionato si aprì con Hearts, Dundee Utd e Celtic a punteggio pieno nelle prime cinque gare; nelle giornate successive le ultime due squadre si diedero battaglia alternandosi in vetta alla classifica. Nel frattempo era emerso l'Aberdeen, che il 5 novembre assunse definitivamente il comando della classifica. Inseguiti dal Celtic, i Dons aumentarono gradualmente il loro vantaggio, in particolare nelle giornate a ridosso del periodo natalizio e a febbraio: in questo modo gli uomini di Alex Ferguson non subirono troppe conseguenze in occasione della sconfitta nello scontro diretto del 31 marzo, ottenendo il terzo titolo nazionale con tre gare di anticipo.
Avendo sette giorni prima ottenuto l'accesso alla finale di coppa nazionale contro un Celtic già qualificato per la Coppa UEFA, i Dons poterono lasciare l'accesso in Coppa delle Coppe ai rivali, portando in questo modo la zona UEFA fino al quinto posto. Al Dundee Utd e ai Rangers, già da tempo qualificati alla terza competizione europea, si aggiunsero gli Hearts, vanamente inseguiti dal St. Mirren fino alla penultima giornata.
A fondo classifica, il Motherwell e il St. Johnstone risultavano già a dicembre in evidente ritardo sulle altre concorrenti: se gli Steelmen non furono mai in grado di entrare in gara, venendo tagliati fuori dai giochi con quattro turni di anticipo, i Saints tentarono un recupero che, alla vigilia dell'ultima giornata, li portò a -2 dai rivali del Dundee: una differenza reti evidentemente peggiore (-26 contro -43), rese di fatto ininfluente il risultato dello scontro diretto in programma.

## Classifica finale
Fonte:
|        | Pos. | Squadra       | Pt | G  | V  | N  | P  | GF | GS | DR  |
| ------ | ---- | ------------- | -- | -- | -- | -- | -- | -- | -- | --- |
|        | 1.   | Aberdeen      | 57 | 36 | 25 | 7  | 4  | 78 | 21 | +57 |
| [ 17 ] | 2.   | Celtic        | 50 | 36 | 21 | 8  | 7  | 80 | 41 | +39 |
|        | 3.   | Dundee Utd    | 47 | 36 | 18 | 11 | 7  | 67 | 39 | +28 |
| [ 18 ] | 4.   | Rangers       | 42 | 36 | 15 | 12 | 9  | 53 | 41 | +12 |
|        | 5.   | Hearts        | 36 | 36 | 10 | 16 | 10 | 38 | 47 | -9  |
|        | 6.   | St. Mirren    | 32 | 36 | 9  | 14 | 13 | 55 | 59 | -4  |
|        | 7.   | Hibernian     | 31 | 36 | 12 | 7  | 17 | 45 | 55 | -10 |
|        | 8.   | Dundee        | 27 | 36 | 11 | 5  | 20 | 50 | 74 | -24 |
|        | 9.   | St. Johnstone | 23 | 36 | 10 | 3  | 23 | 36 | 81 | -45 |
|        | 10.  | Motherwell    | 15 | 36 | 4  | 7  | 25 | 31 | 75 | -44 |

Legenda:
      Campione di Scozia e qualificata in Coppa dei Campioni 1984-1985.
      Qualificata alla Coppa delle Coppe 1984-1985.
      Qualificata alla Coppa UEFA 1984-1985.
      Retrocesso in Scottish First Division 1984-1985.
Regolamento:
Due punti a vittoria, uno a pareggio, zero a sconfitta.
A parità di punti, le posizioni in classifica venivano determinate sulla base della differenza reti.

### Squadra campione
| Formazione tipo | Giocatori (presenze) |
| --- | -------------------- |
| Leighton McLeish Miller Rougvie Cooper Strachan Bell Simpson Weir Hewitt McGhee | Jim Leighton (36)    |
| Leighton McLeish Miller Rougvie Cooper Strachan Bell Simpson Weir Hewitt McGhee | Neale Cooper (26)    |
| Leighton McLeish Miller Rougvie Cooper Strachan Bell Simpson Weir Hewitt McGhee | Alex McLeish (32)    |
| Leighton McLeish Miller Rougvie Cooper Strachan Bell Simpson Weir Hewitt McGhee | Willie Miller (34)   |
| Leighton McLeish Miller Rougvie Cooper Strachan Bell Simpson Weir Hewitt McGhee | Doug Rougvie (34)    |
| Leighton McLeish Miller Rougvie Cooper Strachan Bell Simpson Weir Hewitt McGhee | Gordon Strachan (25) |
| Leighton McLeish Miller Rougvie Cooper Strachan Bell Simpson Weir Hewitt McGhee | Neil Simpson (24)    |
| Leighton McLeish Miller Rougvie Cooper Strachan Bell Simpson Weir Hewitt McGhee | Doug Bell (23)       |
| Leighton McLeish Miller Rougvie Cooper Strachan Bell Simpson Weir Hewitt McGhee | Peter Weir (27)      |
| Leighton McLeish Miller Rougvie Cooper Strachan Bell Simpson Weir Hewitt McGhee | John Hewitt (33)     |
| Leighton McLeish Miller Rougvie Cooper Strachan Bell Simpson Weir Hewitt McGhee | Mark McGhee (33)     |
| Altri giocatori: Eric Black (18), Stewart McKimmie (18), Ian Porteous (14), Billy Stark (14), John McMaster (13), Ian Angus (11), Brian Mitchell (10), Willie Falconer (9), Tommy McIntyre (9), Steve Cowan (5), Ian Robertson (1), Paul Wright (1) |                      |

## Statistiche

### Squadre

#### Capoliste solitarie
|    | —— | —— | —— | —— | ——  | ——  | —— | ——  | ——  | ——       | ——       | ——       | ——       | ——       | ——       | ——       | ——       | ——       | ——       | ——       | ——       | ——       | ——       | ——       | ——       | ——       | ——       | ——       | ——       | ——       | ——       | ——       | ——       | ——       | ——       | —— |  |
|    |    |    |    |    | Cel | DUt |    | DUt |     | Aberdeen | Aberdeen | Aberdeen | Aberdeen | Aberdeen | Aberdeen | Aberdeen | Aberdeen | Aberdeen | Aberdeen | Aberdeen | Aberdeen | Aberdeen | Aberdeen | Aberdeen | Aberdeen | Aberdeen | Aberdeen | Aberdeen | Aberdeen | Aberdeen | Aberdeen | Aberdeen | Aberdeen | Aberdeen | Aberdeen |    |  |
|    |    |    |    |    |     |     |    |     |     |          |          |          |          |          |          |          |          |          |          |          |          |          |          |          |          |          |          |          |          |          |          |          |          |          |          |    |  |
|    |    |    |    |    |     |     |    |     |     |          |          |          |          |          |          |          |          |          |          |          |          |          |          |          |          |          |          |          |          |          |          |          |          |          |          |    |  |
| 1ª | 2ª | 3ª | 4ª | 5ª | 6ª  | 7ª  | 8ª | 9ª  | 10ª | 11ª      | 12ª      | 13ª      | 14ª      | 15ª      | 16ª      | 17ª      | 18ª      | 19ª      | 20ª      | 21ª      | 22ª      | 23ª      | 24ª      | 25ª      | 26ª      | 27ª      | 28ª      | 29ª      | 30ª      | 31ª      | 32ª      | 33ª      | 34ª      | 35ª      | 36ª      |    |  |